# Cerro Catedral (Uruguay)
Cerro Catedral (deutsch: Kathedralenhügel – Aussprache ['sero kate'ðɾal], auch bekannt als Cerro Cordillera) ist der höchste Punkt von Uruguay. Der Gipfel liegt auf einer Höhe von 513,7 Meter. Er befindet sich im Norden des Maldonado Departamentos und gehört zur Hügelkette der Sierra Carapé.

## Geschichte
Bis 1973 galt der Cerro de las Ánimas mit einer Höhe von 501 Metern als höchster Punkt Uruguays. In diesem Jahr nahm das Servicio Geográfico Militar erneut Messungen vor und änderte die Höhenangabe des Cerro Catedral auf die heute gültige.